# قصر تونكت
قصر تونكت هو قصر تونسي مصنف من قيل المعهد الوطني للتراث ويوجد في ولاية تطاوين بالجنوب التونسي

## موقع
القصّر ذو شكل دائري، يصنفه عبدالصمد زايد ضمن "القصور الأمازيغية على القمم"، يقع على قمة صخرية جيرية في موقع دفاعي. يبلغ قطره 45 مترًا، ويضم أربع معاصر زيتون قديمة.
ويقع بالقرب منه مسجد بوحواش، ومعاصر الزيتون، والمساكن الكهفية تقع بالقرب من الموقع.

## تاريخ
الموقع قديم، حيث يقدر كمال العروسي أن تأسيسه كان في عام 1730.
في 10 يناير 2020، اقترحت الحكومة التونسية الموقع لتصنيفه في قائمة التراث العالمي في اليونسكو  وفي 21 يناير 2021، صدر مرسوم يصنفه بقائمة المعالم الاثرية المصنفة تونسية.

## تركيبة المبنى
القصّر يحتوي على حوالي 130 غرفة ومخزن (غرفا)، منها 50 مدمرة، تقريبًا وموزعة على ثلاثة طوابق. يتم الدخول من خلال مدخل واحد مغطى (سقيفة) لا يزال في حالة جيدة.
الموقع في حالة تدهور وانهيار ، حيث يبدأ التدهور من جدار السور المحيط.

## فهرس
- Hédi Ben Ouezdou (2001). Découvrir la Tunisie du Sud, de Matmata à Tataouine (بالفرنسية). Tunis: Hédi Ben Ouezdou. p. 78. ISBN:978-9-973-31853-4..
- André Louis (1975). Tunisie du sud (بالفرنسية). Paris: Éditions du Centre national de la recherche scientifique. p. 370. ISBN:978-2-222-01642-7..
- Herbert Popp; Abdelfettah Kassah (2010). Les ksour du Sud tunisien (بالفرنسية). Bayreuth: Naturwissenschaftliche Gesellschaft Bayreuth. p. 400. ISBN:978-3-939-14604-9..